# 애나 홉킨스

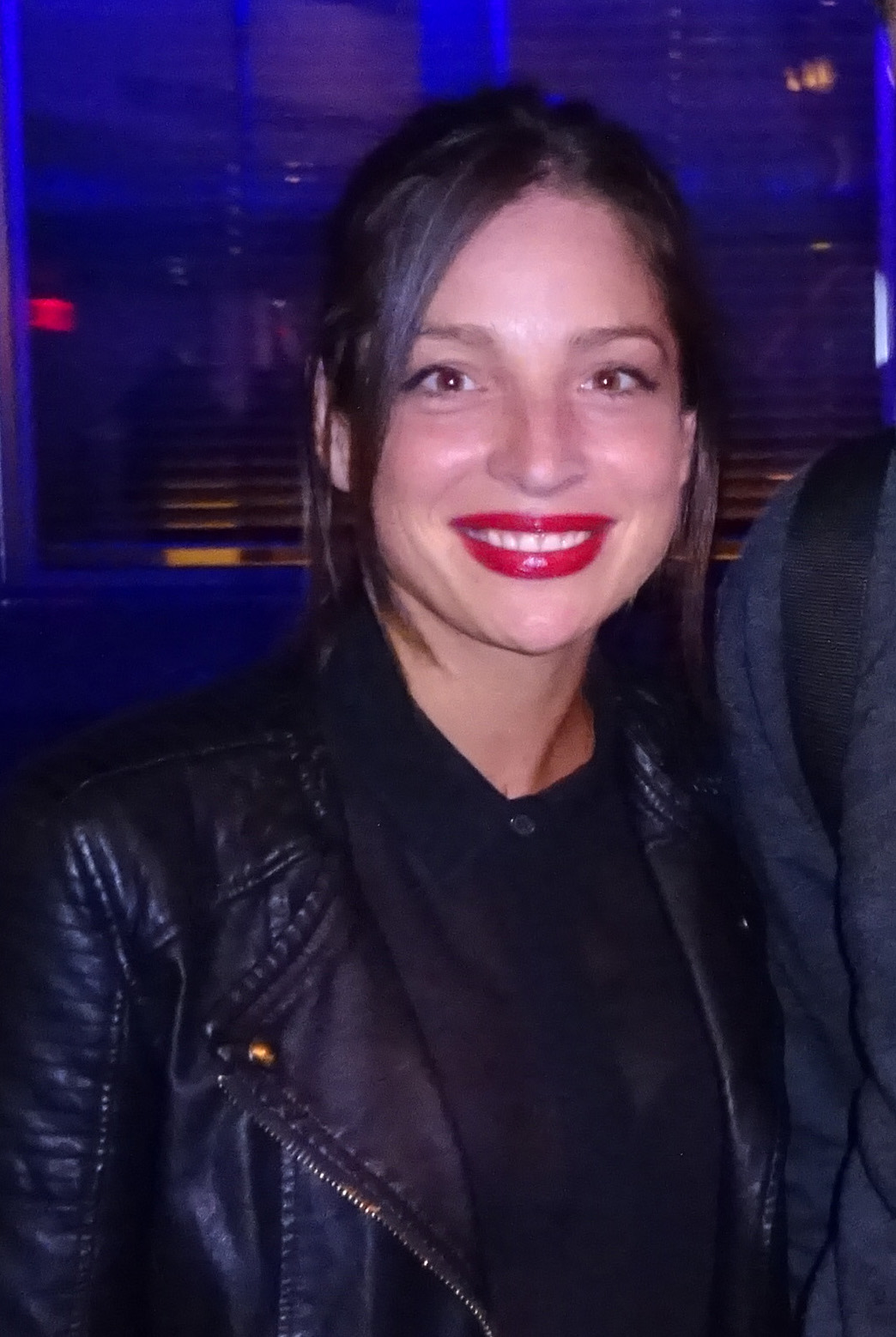

애나 홉킨스(Anna Hopkins, 1987년 2월 12일 ~ )는 캐나다의 배우이다.
몬트리올에서 태어났다.

## 출연 작품
- 더 기브 앤 테이크 (2018년)
- 진 오브 더 존슨스 (2016년)
- 찰리의 진실 (2013년)
- 그랜드 시덕션 (2013년)
- 세번째 사랑 (2010년) - 케이트 역
- 아웃 오브 컨트롤 (2009년)
- 투 영 투 메리 (2007년)
- 휴먼 트래픽킹 (2005년)

### 텔레비전
- 니키타 (2013)
- 디파이언스 (2014-15)
- 플래시 (2014-15)
- 애로우: 어둠의 기사 (2014-17)
- 로스트 걸 (2015)
- 다크 매터 (2017)
- 더 익스팬스 (2018, 2020-22)